# يوم الوصول لذوي الإعاقة
يوم الوصول لذوي الإعاقة هو حدث يقام كل عامين في المملكة المتحدة للاحتفال بإمكانية الوصول. أقيم الحدث الأول يوم السبت 17 يناير 2015 وشاركت فيه أكثر من 200 منظمة في جميع أنحاء المملكة المتحدة وخارجها. أقيم آخر يوم للوصول للأشخاص ذوي الإعاقة في 16 مارس 2019. أُلغي يوم الوصول للأشخاص ذوي الإعاقة في عام 2021 بسبب جائحة كوفيد-19.

## التاريخ
نشأ يوم الوصول للمعاقين بعد أن ذهب بول رالف، أحد مستخدمي الكراسي المتحركة وأحد داعمي موقع دليل إيوان، إلى "يوم تجريبي" في شركة الحافلات المحلية:
قبل ذلك، لم أكن أستخدم شبكة الحافلات في مدينتي لأنني لم أكن متأكدًا من كيفية الآلية، وكيفية إصدار التذاكر، وما إذا كان كرسيي المتحرك مناسبًا. حضرتُ عرضًا توضيحيًا نظمته شركة الحافلات المحلية، وأتيحت لي فرصة استكشاف حافلة متوقفة. كان هناك موظفون إضافيون لشرح عملية الصعود والنزول بأمان. كان هناك متسع من الوقت للتعرف على تصميم الحافلة وما يحتاجه الراكب الذي يستخدم كرسيًا متحركًا. أنا الآن أستخدم الحافلات باستمرار. أثناء حديثي مع أصدقائي، فكرتُ كم سيكون رائعًا لو كانت هناك مبادرات مماثلة، بما في ذلك بعض الفعاليات غير الرسمية، تُقام في جميع أنحاء البلاد في يوم محدد. ظهرت فكرة تشجيع ذوي الإعاقة على تجربة شيء جديد في ذلك اليوم، ومن هنا جاءت فكرة يوم الوصول لذوي الإعاقة.— باول رالف
في عام 2015، أقر برلمان وستمنستر اقتراحًا لدعم الحدث. وقد أبرزت الحركة أن العديد من المعالم السياحية الكبرى مثل قصر باكنغهام وكاتدرائية القديس بولس قد انضمت إلى القائمة. تم دعم الحدث الأول من قبل أكثر من 200 متحف ومعرض ومعالم جذب وشركة في المملكة المتحدة.
وبعد نجاح الحدث الأول، تضاعف حجم الحدث الثاني بأكثر من أربعة أضعاف، وأقيم في 12 مارس/آذار 2016، وكان يوم الوصول لذوي الإعاقة الثالث عبارة عن عطلة نهاية أسبوع ممتدة من الأنشطة خلال الفترة من 10 إلى 12 مارس/آذار 2017. أصبح الحدث يقام كل عامين بعد عام 2017.
في عام 2019، أقيم يوم الوصول للأشخاص ذوي الإعاقة يوم السبت 16 مارس 2019. كان هذا هو اليوم الرابع للوصول للأشخاص ذوي الإعاقة مع أكثر من 13000 مشارك.
أُلغي يوم الوصول للأشخاص ذوي الإعاقة في عام 2021 بسبب جائحة COVID-19 ولم يتم الإعلان عن أي مواعيد جديدة.

## الرعاية
يتم رعاية يوم الوصول للأشخاص ذوي الإعاقة من قبل دليل إيوان (بالإنجليزية: Euan's Guide)، وهو موقع الويب الذي يراجع إمكانية الوصول للأشخاص ذوي الإعاقة. تم تأسيس دليل إيوان على يد إيوان ماكدونالد، أحد مستخدمي الكراسي المتحركة، وشقيقته كيكي. حيث من المُمكن العثور على معلومات حول إمكانية الوصول إلى جميع الأماكن التي تُقام فيها فعاليات في يوم الوصول للأشخاص ذوي الإعاقة على موقع دليل إيوان.
ومن بين الرعاة الرئيسيين الآخرين للحدث شركة باركليز وساندكاستل ووتر بارك.

## الجوائز والقوائم المختصرة
جوائز الأعمال الخيرية الاسكتلندية 2016